# Kanchagarakoppalu, Krishnarajanagara
Kanchagarakoppalu là một làng thuộc tehsil Krishnarajanagara, huyện Mysore, bang Karnataka, Ấn Độ.